# Princes Street
Princes Street (skotsk gælisk: Sràid nam Prionnsan) er en af de store færdselsveje i det centrale Edinburgh, Skotland og den primære shoppinggade i hovedstaden. Det er den sydligste gade i New Town, og forløber omkring 1,2 km fra Lothian Road i vest til Leith Street i øst. Gaden har kun få bygninger på sydsiden, hvor den har udsigt over Princes Street Gardens og tillader god udsigt til Old Town, Edinburgh Castle, og dalen imellem. Størstedelen af vejen er begrænset til sporvogne, busser og taxaer, mens kun den østlige del af gaden er åben for normal trafik.